# Scabiosa nitens
Scabiosa nitens är en tvåhjärtbladig växtart som beskrevs av Roemer och Schultes. Scabiosa nitens ingår i släktet fältväddar, och familjen Dipsacaceae. Inga underarter finns listade i Catalogue of Life.

## Bildgalleri

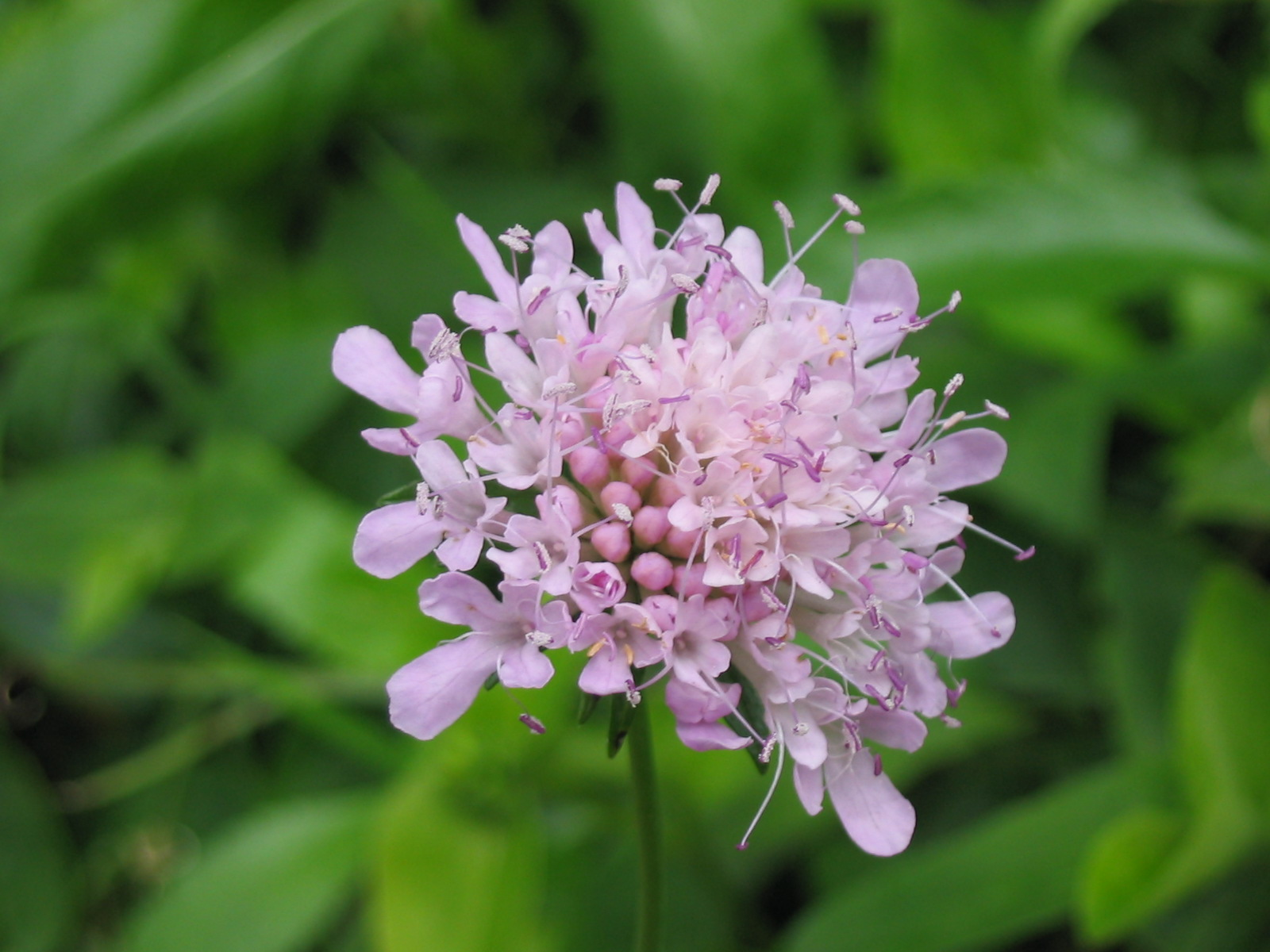
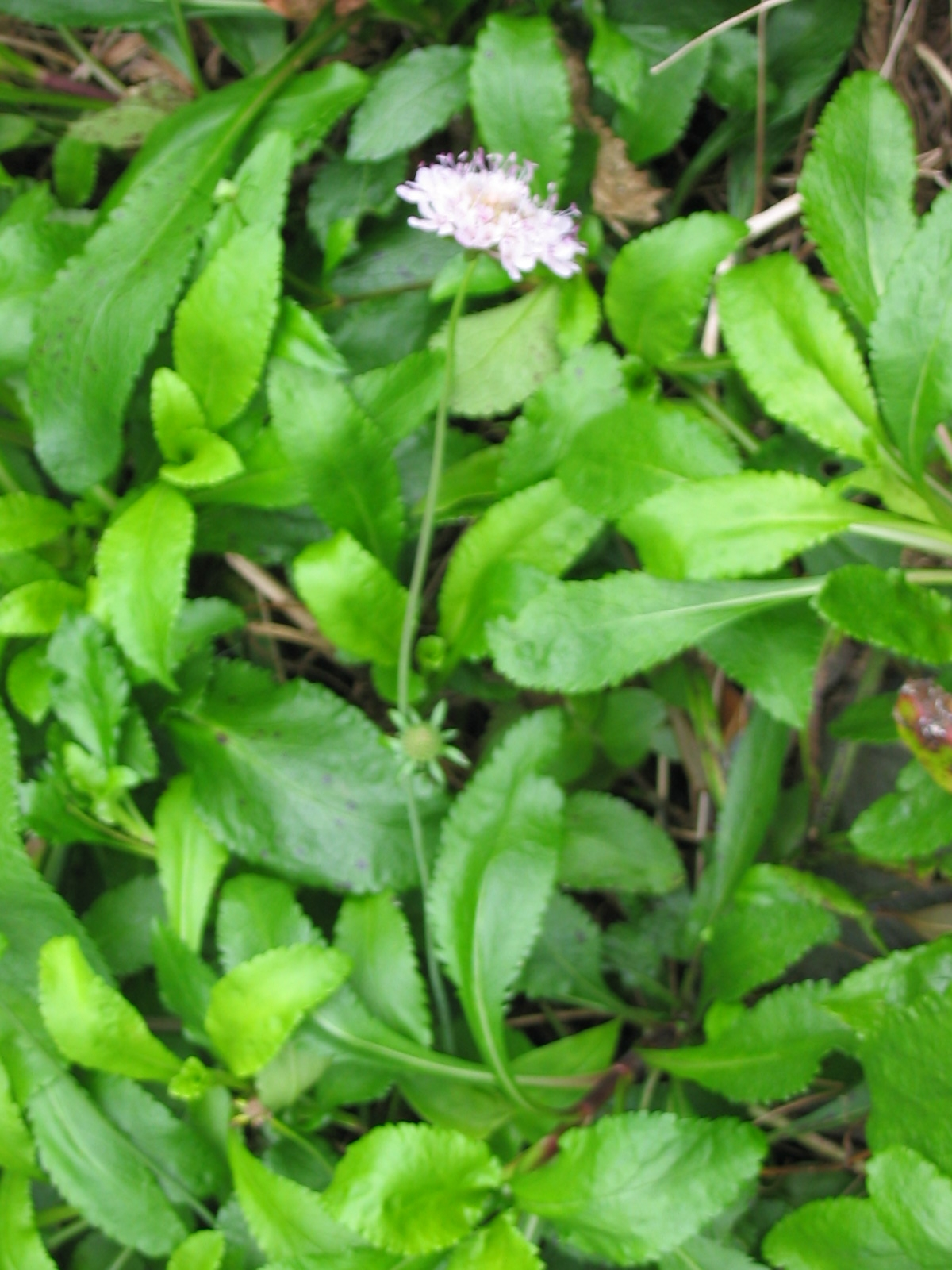